# Flammenionisationsdetektor

Aufbau eines FID: GC-Säule (A), Heizer (B), Wasserstoff (C), Brennluft (D), Spannungsversorgung (E), Flamme (F), Kollektorplatten (G), Signalabnahme (H), Abgas (J)

Der Flammenionisationsdetektor – kurz FID – ist ein Detektor für organische Verbindungen, der überwiegend in Verbindung mit Gaschromatographen (GC) eingesetzt wird. Weitere Einsatzgebiete des FID sind die Abwasserüberwachung auf flüchtige kohlenwasserstoffhaltige Substanzen (mit vorgelagertem Stripping), die Überwachung der Methangasemission auf Deponien sowie die Raum- und Außenluftüberwachung auf Kohlenwasserstoffe.

## Funktionsprinzip
Funktionsprinzip ist die Messung der Knallgasflamme organischer Substanzen, die in einem Trägergasstrom mitgeführt werden. Aus ihnen entstehen durch Chemieionisation CHO+- und H3O+-Ionen. Diese werden durch eine angelegte Gleichspannung zwischen zwei Elektroden abgezogen. Der nachweisbare Strom befindet sich im Picoampere-Bereich, sodass er zur Messung durch eine präzise Elektronik entsprechend verstärkt werden muss. Der Strom kann nach elektrischer Verstärkung durch einen angeschlossenen Schreiber oder ein Datensystem aufgezeichnet werden. Es sind unterschiedliche Elektrodenanordnungen üblich, beispielsweise zwei Kondensatorplatten in Höhe der Flamme oder eine ring- oder zylinderförmige Elektrode in Höhe der Flamme mit der Brennerdüse als Gegenelektrode.
Der FID ist der in der Gaschromatographie am häufigsten verwendete Detektor, da er Robustheit mit hoher Empfindlichkeit verbindet. Ein FID ist bis zu tausendmal empfindlicher als ein Wärmeleitfähigkeitsdetektor (WLD). Zudem ist das Detektorsignal über einen weiten Konzentrationsbereich linear proportional zur Menge des Analyten (genauer gesagt, zu dessen organisch gebundenem Kohlenstoffgehalt).
Neben der Anwendung als Detektor in der Gaschromatographie wird der FID auch als hochgenaues Messmittel für Kohlenwasserstoffmessungen in Automobil- und Industrieabgasen eingesetzt.
FIDs sind mechanisch sehr verschieden aufgebaut. Dabei ergeben sich für die verschiedenen Kohlenwasserstoffe unterschiedliche Kalibrierfaktoren. Bei den meist gleichbleibenden Messkomponenten in der Anwendung als Detektor in der Gaschromatographie stören diese unterschiedlichen Kalibrierfaktoren nicht, wenn man ihre Werte einmal bestimmt hat. Bei der Messung der Kohlenwasserstoffanteile in Abgasen oder Prozessgasen möchte man die Messfehler, die üblicherweise bis ± 20 % betragen können, auf unter ± 2 % begrenzen. Dies gelingt mit optimierten Abmessungen des FID-Aufbaus und optimierten Betriebsbedingungen.
Einige organische Substanzen (z. B. Ameisensäure, Acetaldehyd) weisen allerdings eine schlechtere Erfassbarkeit auf, da sie bereits vorher in der Säule thermisch zersetzt werden. Beispielsweise zerfällt Ameisensäure zu Kohlenstoffmonoxid und Wasser. Substanzen, die wenig oder gar nicht ansprechen, sind Edelgase, H2, N2, Stickstoffoxide, CO, CCl4 oder andere halogenierte Verbindungen, Siliciumhalogenide, CO2, H2O, CS2, NH3 sowie O2.
| Detektor       | WLD  | FID  | NPD   | ECD  | MS          |
| -------------- | ---- | ---- | ----- | ---- | ----------- |
| Nachweisgrenze | 1 µg | 1 ng | 10 pg | 1 pg | bis zu 1 fg |

Die Nachweisgrenze ist neben der Dosiermenge auch von der zu analysierenden Substanz abhängig.
Im Gegensatz zum Elektroneneinfangdetektor (ECD für englisch electron capture detector) oder WLD wirkt der FID destruktiv. Das bedeutet, dass die zu analysierende Probe (hier durch Verbrennung) zerstört wird.

## Verwandte Geräte
- AFID (Alkali-FID)
- N-FID (Stickstoffselektiver FID)
- Photoionisationsdetektor (PID)
- Stickstoff-Phosphor-Detektor